# Zachraňme vesmír
Zachraňme vesmír (polsky Ratujmy kosmos i inne opowiadania) je povídkový soubor polského spisovatele Stanisława Lema z roku 1966.
Kniha dostala název podle stejnojmenné povídky, od polského originálu se však liší, obsahuje několik jiných povídek. Nechybí ani populární vesmírný dobrodruh Ijon Tichý.
V češtině byla vydána v roce 1966 nakladatelstvím Mladá fronta.

## Obsah knihy
- Zachraňme vesmír (polsky Ratujmy kosmos)
- Uranové uši (polsky Uranowe uszy)
- Dva netvoři (polsky Dwa potwory)
- Bílá smrt (polsky Biała śmierć)
- Bajka o králi Murdasovi (polsky Bajka o królu Murdasie) - vyšla i pod názvem Pohádka o králi Murdasovi.
- Poklady krále Biskalara (polsky Skarby króla Biskalara)
- Z hvězdných deníků Iljona Tichého - Sedmá cesta
- Doktor Diagoras (polsky Doktor Diagoras)
- Ústav doktora Vliperdia (polsky Zakład profesora Vliperdiusa)